# Mohamed Daf
Mohamed Habib Daf, né le 10 mars 1993, est un joueur de football international sénégalais. Il évolue au poste de milieu de terrain.

## Biographie

### Carrière internationale
En mai 2014, il est retenu en sélection pour un match amical contre la Colombie.